# Elena Frías de Chávez
Elena Frías de Chávez (Sabaneta, Estado Barinas; 14 de mayo de 1935) es una docente venezolana, madre del militar y político Hugo Chávez, expresidente de Venezuela y de Adán Chávez, Aníbal y Argenis. Entre 1998 y 2008 fue la primera dama del estado Barinas.

## Carrera
Maestra jubilada, fue la primera dama del estado Barinas mientras su esposo Hugo de los Reyes Chávez ostentaba el cargo de gobernador de dicho estado.

## Vida personal
Nació el 14 de mayo de 1935, cerca de la localidad de San Hipólito, cercana a la ciudad capital de Barinas. Es hija de Rafael Infante y Benita Frías. Tiene una hermana, Edilia (1937). A los 16 años conoció a Hugo de los Reyes Chávez, cuando este tenía 19 años y trabajaba como un profesor de escuela rural. La pareja tuvo siete hijos, incluyendo a Hugo (el segundo al nacer); veinticinco nietos y más de veinte bisnietos. Frías, es nieta del caudillo venezolano Pedro Pérez Delgado, conocido como Maisanta, líder de la rebelión antigomecista, quien en 1898 acabó con la vida del expresidente Joaquín Crespo.
Elena Frías, ha sido objeto de atención debido a los cambios en su estilo de vida a lo largo de los años. Aunque su esposo trabajaba como maestro de escuela y enfrentaban dificultades económicas, se ha reportado que Elena ha adquirido joyas y accesorios de marcas reconocidas, así como sometido a cirugías estéticas.
Su transformación ha sido mencionada en el contexto de las denuncias de enriquecimiento de la familia Chávez durante los años de gobierno de Hugo Chávez.

## Cultura popular
Elena de Chávez fue interpretada por la actriz colombiana Vicky Hernández en la serie de televisión El Comandante.

## «Adulterio» con Mahmud Ahmadineyad
En marzo de 2013, surgió controversia en Irán cuando se difundió una fotografía en la que el entonces presidente, Mahmud Ahmadineyad, parecía abrazar a la madre del fallecido presidente venezolano Hugo Chávez durante el funeral de este último en Caracas cometiendo adulterio, según la ley islámica. La imagen provocó la reacción de dieciocho diputados iraníes, quienes escribieron una carta a Ahmadineyad instándolo a respetar las normas islámicas y las costumbres iraníes en sus interacciones internacionales. Estas normas prohíben el contacto físico entre hombres y mujeres que no son familiares cercanos, y su violación fue considerada un agravio a la dignidad del pueblo iraní.
La Embajada de Irán en Kuwait emitió un comunicado afirmando que la foto era falsa y se había manipulado a partir de otra imagen en la que Ahmadineyad abrazaba a un hombre mayor. Sin embargo, algunos medios iraníes confirmaron la autenticidad de la fotografía y señalaron que la imagen falsa era la del hombre mayor, identificado como el político egipcio Mohamed el Baradei.